# تصنيف (كتب)

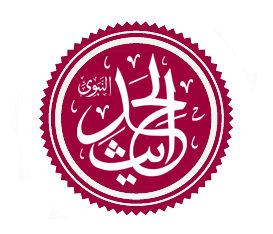

التصنيف جعل الشيء أصنافا متميزة، وعند الكتاب هو تأليف صنف من العلم ولا يقال للكتاب إذا تضمن نقض شيء من الكلام مصنف لأنه جمع الشيء وضده والقول ونقيضه، والتأليف يجمع ذلك كله وذلك أن تأليف الكتاب هو جمع لفظ إلى لفظ ومعنى إلى معنى فيه حتى يكون كالجملة الكافية فيما يحتاج إليه سواء كان متفقا أو مختلفا. والتصنيف مأخوذ من الصنف ولا يدخل في الصنف غيره.

## اللغة
الصاد والنون والفاء أصل صحيح مطرد في معنيين، أحدهما الطائفة من الشيء، نحو الطائفة من القبيلة، والآخر تمييز الأشياء بعضها عن بعض. فالأول الصنف، قال الخليل الصنف طائفة من كل شيء. وهذا صنف من الأصناف أي نوع. فأما صنفة الثوب فقال قوم هي حاشيته. وقال آخرون بل هي الناحية ذات الهدب. والأصل الآخر، قال الخليل التصنيف تمييز الأشياء بعضها عن بعض. ولعل تصنيف الكتاب من هذا. والغريب المصنف من هذا، كأنه ميزت أبوابه فجعل لكل باب حيزه. فأما أصله في لغة العرب فمن قولهم صنفت الشجرة، إذا أخرجت ورقها. ويقال تصنفت ساقه وشفته تقشرتا وتصنف النبت والأرطى تفطر للإيراق وتصنف النبت والأرطى تفطر للإيراق. وقال في تاج العروس ما مفهومه نسبة أصل الصنف إلى النصف، وعليه يحتمل أخذ الأصلين بالاشتقاق الكبير.
وصنف الكتاب رتبه حسب مواده وموضوعاته، ويقال الكتب المصنفة وهي الكتب التي رتبت بهذه الطريقة وليست حسب الحروف الأبجدية. وصنف اختلق الكلام كذبا من غير أصل وهو من كلام العامة وظاهر المعنى هنا الخلط في الكلام.
والصنف عند المناطقة هو النوع المقيد بقيد عرضي كالإنسان الرومي.

## الفقه
المصنف عند الفقهاء وجمعها مصنفات مجموعة أحاديث مرتبة حسب فصول كتب الفقه.

## مصنفات
- مصنف ابن أبي شيبة في الأثر
- مصنف عبد الرزاق
- الغريب المصنف في اللغة
- مصنف ابن جريج
- المستعيني[5] في الأدوية المفردة لابن بكلارش